# Brandon McCarthy
Brandon Patrick McCarthy (né le 7 juillet 1983 à Glendale, Californie, États-Unis) est un droitier des Braves d'Atlanta de la Ligue majeure de baseball.

## Biographie

### White Sox de Chicago
Brandon McCarthy pratique le baseball dans son université de Lamar Community College, dans le Colorado. Il est repêché le 4 juin 2002 par les White Sox de Chicago et débute en Ligue majeure le 22 mai 2005.

### Rangers du Texas
McCarthy est transféré chez les Rangers du Texas le 23 décembre 2006 dans l'échange qui envoie John Danks et Nick Masset à Chicago.
Principalement utilisé comme lanceur de relève chez les White Sox, McCarthy s'impose dans le rôle de lanceur partant chez les Rangers. Des blessures entravent sa progression, surtout en 2008, saison au cours de laquelle il ne prend part qu'à cinq matches. Il n'amorce au total que 22 parties au cours des saisons 2008 et 2009. Puis en 2010, il n'évolue qu'en ligues mineures et en Ligue dominicaine de baseball hivernal.

### Athletics d'Oakland

#### Saison 2011
Confiants de le voir bien récupérer de ses malaises à l'épaule, les Athletics d'Oakland lui font signer un contrat d'un an pour la saison 2011. McCarthy connaît une bonne saison alors qu'il débute 25 parties des A's et maintient une moyenne de points mérités de 3,32 en 170 manches et deux tiers au monticule. Gagnant de 9 parties contre 9 défaites, il lance 5 matchs complets, lui qui n'en avait réussi qu'un jusque-là en carrière. Un de ces 5 matchs complets en 2011 est un blanchissage, son deuxième dans les majeures.

#### Saison 2012
En 2012, McCarthy effectue 18 départs et maintient une moyenne de points mérités de 3,24 en 111 manches lancées. Il remporte 8 victoires contre 6 défaites.
Le 5 septembre 2012, McCarthy est atteint à la tête par une balle en flèche frappée par Erick Aybar en quatrième manche d'un match contre les Angels de Los Angeles, à Oakland. La balle lancée à 146 km/h touche McCarthy au côté droit de la tête, près de l'oreille, et ricoche jusqu'au troisième but. Les soigneurs portent secours au lanceur des A's, qui demeure conscient, bien qu'ébranlé, assis sur le monticule. Il est retiré de la partie. Le lendemain, 6 septembre, McCarthy est opéré pendant deux heures pour une fracture du crâne, une contusion au cerveau et un hématome extra-dural. Selon les médecins, l'accident aurait pu lui être fatal. Il obtient son congé de l'hôpital six jours plus tard.

### Diamondbacks de l'Arizona
Le 11 décembre 2012, McCarthy signe un contrat de deux ans avec les Diamondbacks de l'Arizona.
McCarthy connaît une première année difficile en Arizona. En 22 départs, sa moyenne de points mérités s'élève à 4,53 en 135 manches avec seulement 5 victoires contre 11 défaites. Il ne lance pas en juin et juillet après avoir été placé sur la liste des joueurs blessés pour une inflammation de l'épaule.
En première moitié de saison 2014 avec les Diamondbacks, McCarthy effectue 18 départs et compte 3 victoires contre 10 défaites, avec une moyenne de 5,01 points mérités accordés par partie.

### Yankees de New York
Le 6 juillet 2014, Arizona échange McCarthy aux Yankees de New York en retour du lanceur gaucher Vidal Nuño.
Il maintient une excellente moyenne de points mérités de 2,89 en 14 départs pour les Yankees, au cours desquels il lance 90 manches et un tiers et remporte 7 victoires contre 5 défaites. Ceci lui permet d'atteindre exactement 200 manches lancées, la première fois de sa carrière qu'il atteint ce nombre en une saison. Sa moyenne s'élève à 4,05 points mérités par partie en 32 départs au total en 2014 pour Arizona et New York, avec 10 victoires et 15 défaites.

### Dodgers de Los Angeles
Le 16 décembre 2014, McCarthy signe un contrat de 48 millions de dollars pour 4 ans avec les Dodgers de Los Angeles.
En 4 départs à sa première saison à Los Angeles, McCarthy remporte 3 victoires sans encaisser de défaite mais accorde 5,87 points mérités en moyenne en 23 manches lancées. Sa saison prend fin lorsqu'il est annoncé le 27 avril qu'il doit subir une chirurgie Tommy John pour réparer son ligament collatéral ulnaire.

### Braves d'Atlanta
Avec le joueur de premier but Adrian Gonzalez, le lanceur gaucher Scott Kazmir et le joueur d'utilité Charlie Culberson, McCarthy est échangé des Dodgers aux Braves d'Atlanta le 16 décembre 2017 contre le joueur de champ extérieur Matt Kemp.

## Statistiques
| Saison | Équipe     | G   | GS | CG | SHO | V  | D  | SV | IP    | SO  | ERA  |
| ------ | ---------- | --- | -- | -- | --- | -- | -- | -- | ----- | --- | ---- |
| 2005   | Chicago WS | 12  | 10 | 0  | 0   | 3  | 2  | 0  | 67,0  | 48  | 4,03 |
| 2006   | Chicago WS | 53  | 2  | 0  | 0   | 4  | 7  | 0  | 84,2  | 69  | 4,68 |
| 2007   | Texas      | 23  | 22 | 0  | 0   | 5  | 10 | 0  | 101,2 | 59  | 4,87 |
| 2008   | Texas      | 5   | 5  | 0  | 0   | 1  | 1  | 0  | 22,0  | 10  | 4,09 |
| 2009   | Texas      | 17  | 17 | 1  | 1   | 7  | 4  | 0  | 97,1  | 65  | 4,62 |
| Totaux | Totaux     | 110 | 56 | 1  | 1   | 20 | 24 | 0  | 372,2 | 251 | 4,56 |

Note : G = Matches joués ; GS = Matches comme lanceur partant ; CG = Matches complets ; SHO = Blanchissages ; 
V = Victoires ; D = Défaites ; SV = Sauvetages ; IP = Manches lancées ; SO = Retraits sur des prises ; ERA = Moyenne de points mérités.